# Guillermo Caride
Guillermo Caride (* 25. Mai 1962 in Buenos Aires) ist ein argentinischer römisch-katholischer Geistlicher und Bischof von San Isidro.

## Leben
Guillermo Caride trat 1981 in das Priesterseminar San Agustín in San Isidro ein, wo er Philosophie und Katholische Theologie studierte. Er empfing am 5. Dezember 1986 durch den Bischof von San Isidro, Jorge Casaretto, das Sakrament der Priesterweihe. 1987 erwarb Caride an der Päpstlichen Katholischen Universität von Argentinien ein Lizenziat im Fach Katholische Theologie.
Von 1987 bis 1989 war Guillermo Caride als Pfarrvikar an der Kathedrale Santos Justo y Pastor in San Justo tätig. Anschließend war er bis 1995 Pfarrvikar der Pfarrei Nuestra Señora de Lourdes in Béccar, bevor er Pfarrer der Pfarrei Nuestra Señora de la Unidad in Olivos wurde. Seit 1996 war er zudem als Ausbilder am Priesterseminar San Agustín in San Isidro tätig. Von 2002 bis 2008 war Caride Pfarrer der Pfarrei Jesús en el Huerto de los Olivos in Olivos. Danach war er Pfarrer der Pfarrei Nuestra Señora de la Guardia in Florida, bevor er 2012 Generalvikar des Bistums San Isidro sowie Diözesanökonom und Bischofsvikar für die Bildung wurde. 2018 wurde Guillermo Caride Pfarrer der Pfarrei San Gabriel de la Dolorosa in Vicente López und Mitglied des Priesterrates des Bistums San Isidro.
Am 26. Oktober 2018 ernannte ihn Papst Franziskus zum Titularbischof von Iomnium und zum Weihbischof in San Isidro. Der Bischof von San Isidro, Óscar Vicente Ojea Quintana, spendete ihm am 7. Dezember desselben Jahres die Bischofsweihe; Mitkonsekratoren waren der Bischof von Chascomús, Carlos Humberto Malfa, der Bischof von San Martín, Miguel Ángel D’Annibale, der Weihbischof in San Isidro, Martín Fassi, und der emeritierte Bischof von San Isidro, Alcides Jorge Pedro Casaretto.
Am 22. Februar 2024 ernannte ihn Papst Franziskus zum Koadjutorbischof von San Isidro. Guillermo Caride wurde am 30. Dezember 2024 in Nachfolge von Óscar Vicente Ojea Quintana, dessen altersbedingtes Rücktrittsgesuch am selben Tag angenommen worden war, Bischof von San Isidro.